# Aria katalogowa

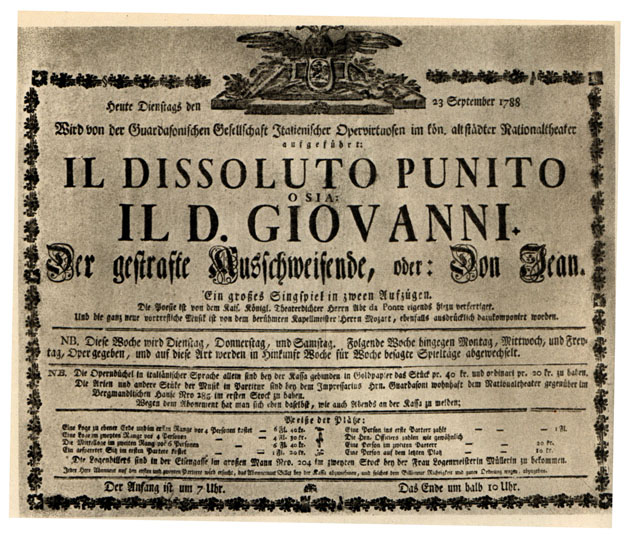
Afisz do Don Giovanniego

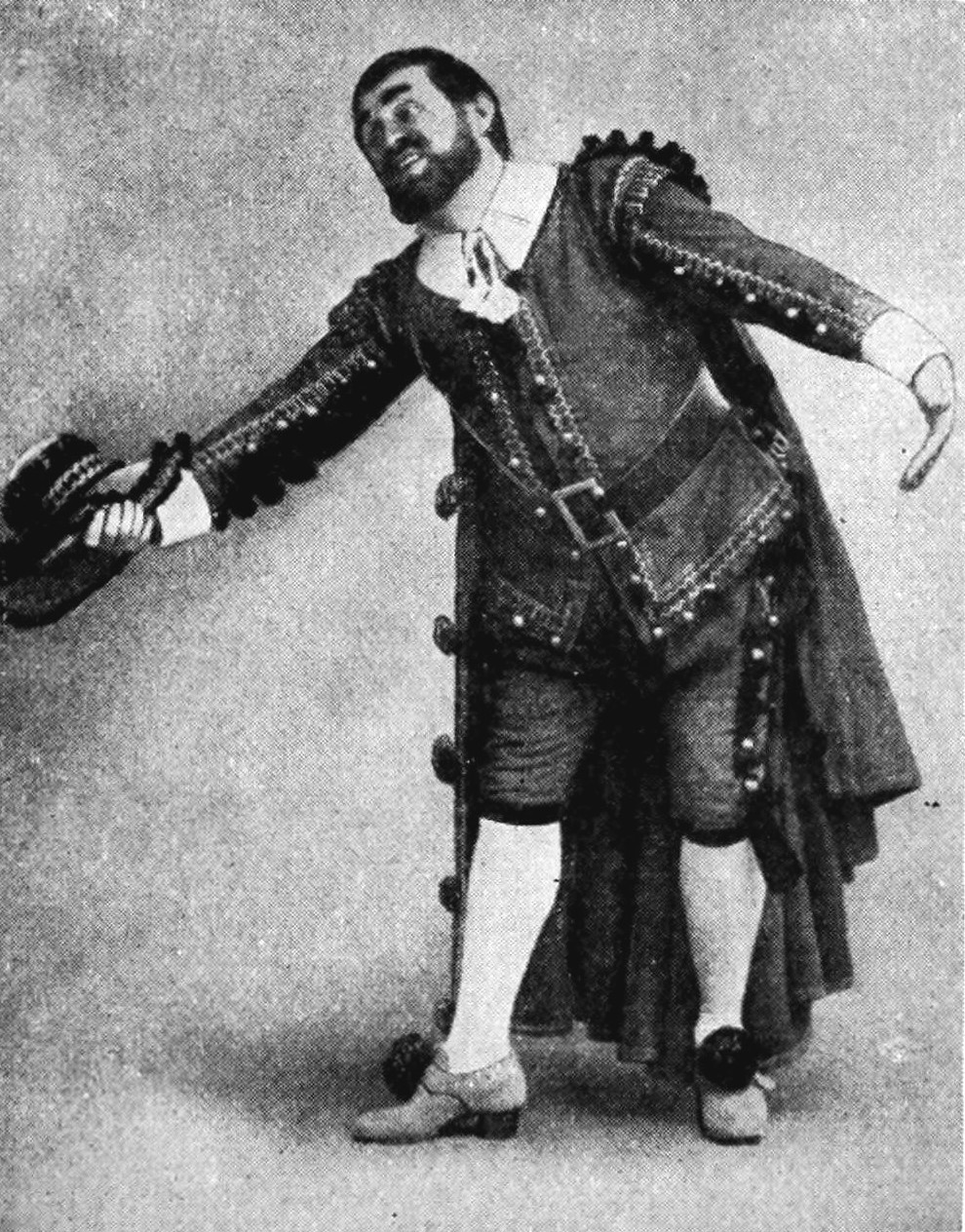
Leporello

Aria katalogowa – rozpoczynająca się słowami Madamina, il catalogo è questo (Pani, oto katalog) aria z I aktu opery Wolfganga Amadeusa Mozarta Don Giovanni z librettem Lorenza Da Pontego. Przeznaczona dla basów bądź ewentualnie bas-barytonów. Zwana bywa także arią rejestrową.

## Opis

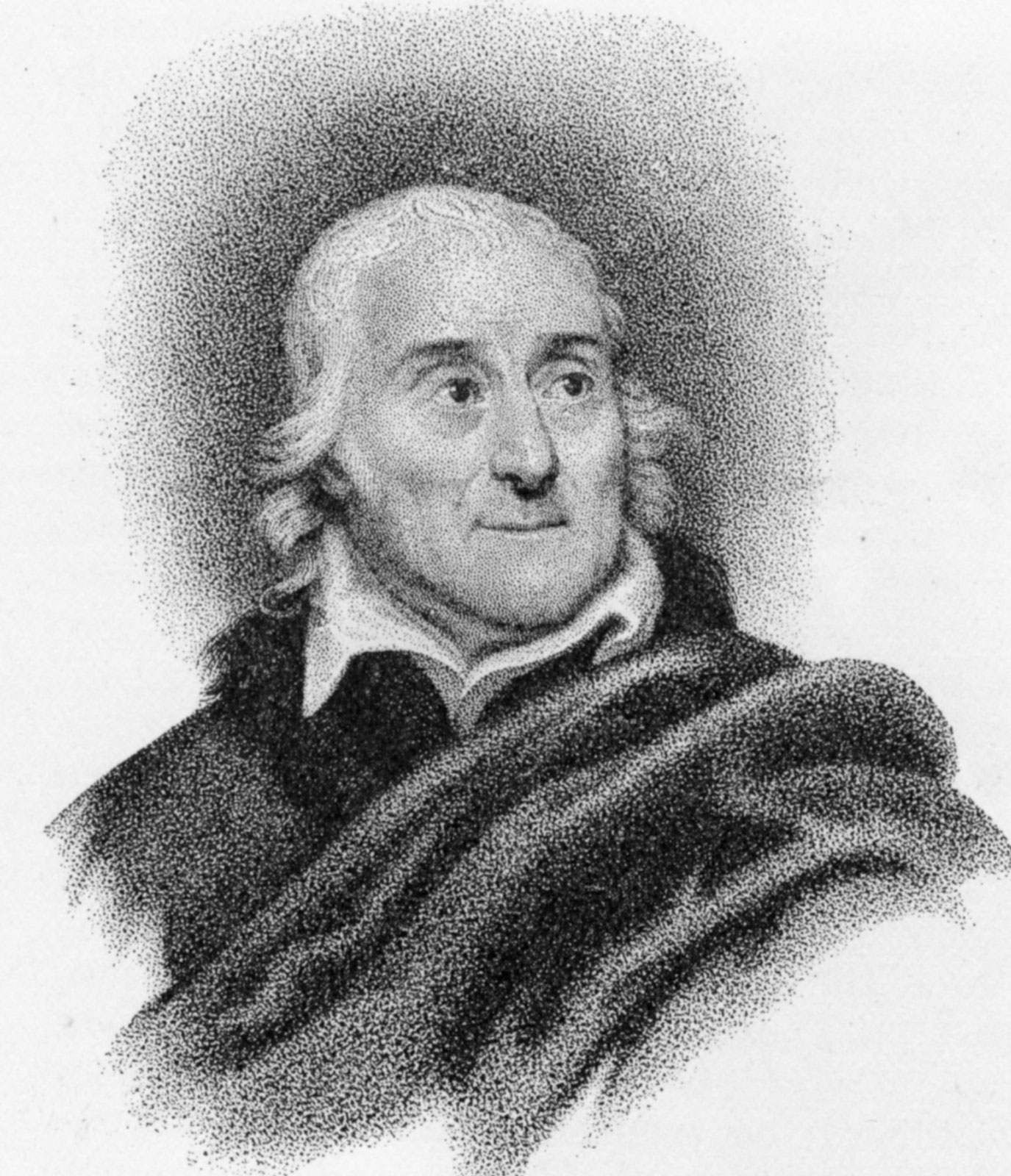
Librecista Lorenzo Da Ponte

Wykonuje ją Leporello, służący Don Giovanniego.
Szlachcic, próbując uwolnić się od natrętnej ścigającej go porzuconej kochanki – Donny Elviry, każe służącemu powiedzieć jej „cokolwiek”. Gdy Leporello przekonuje Elvirę, że na tym świecie kwadrat nie jest kołem, jego pan salwuje się ucieczką. Służącemu pozostaje pocieszyć załamaną piękność. Opowiada jej o swoim zeszycie, a właściwie niemałej książeczce dokumentującej podboje miłosne Don Giovanniego.
Aria zachęca Donnę Elvirę do czytania spisu imion kobiet, których serca podbił Don Giovanni, a także miejscowości i państw, z których pochodzą. Według katalogu Leporella w samych Włoszech takich kobiet było 640, w Niemczech – 231, 100 we Francji, a w Turcji (z tym zastrzeżeniem, że Turkami często w czasach Mozarta nazywano Arabów) było ich 91. Najwięcej takich kobiet było zaś w Hiszpanii, bowiem aż 1003 (o 363 więcej niż w drugich na liście Włoszech, w których z kolei jest prawie trzykrotnie więcej piękności niż w trzecich Niemczech), co zresztą nie dziwi, bo akcja opery toczy się w tym państwie. Leporello twierdzi, że jego pan nie zważa zbytnio na wiek ani stan kobiet, gdyż są tam zarówno starsze jak i młodsze, księżne, markizy, ale także mieszczki, pokojówki czy chłopki. Don Giovanni według słów swojego sługi potrafi dostrzec i pochwalić walory kobiet o każdym typie urody. U blondynek wychwala łagodność, u brunetek stałość, u jasnowłosych zaś ceni on sobie ich słodycz. Preferuje też w zależności od pór roku zimą panie o pełniejszych kształtach, natomiast latem te szczuplejsze. Także ze względu na wzrost wyższe kobiety zdają się być bardziej majestatyczne, a malutkie zawsze powabne. Giovanni ze starszymi romansuje też często dla samej przyjemności wciągnięcia ich na listę prowadzoną dla niego przez Leporella. Chociaż największą namiętnością zdobywczego szlachcica są młode nowicjuszki, to jedynie ważną dla niego sprawą jest to, że wszystkie noszą spódnice.
Leporello, zwracając się na koniec bezceremonialnie do Donny Elviry, daje jej jednoznacznie do zrozumienia co z tymi wszystkimi kobietami robił jego pan – tytułowy Rozpustnik (Pani dobrze wie, co on robi!).
Lorenzo Da Ponte choć wzorował się na wcześniejszych opracowaniach tematu Don Juana, zwłaszcza na tekście Giovanniego Bertatiego, znacznie poza ten temat wykroczył i go rozszerzył. Pozwoliło to uzyskać znacznie lepszy efekt teatralny, co tym bardziej podkreśliła muzyka Mozarta. Dwie linijki Ma passion predominante è la giovin principiante zasługują tutaj na szczególną uwagę, bowiem skomponowane do nich pianissimo Mozarta Alfred Einstein określił jako „niesamowite”. Rzeczywiście, aria należy do bardziej popularnych fragmentów operowych nie tylko z Don Giovanniego, ale i w całej twórczości Mozarta.

## Przykładowi wykonawcy i wykonania
Pierwszym wykonawcą partii Leporella, a zatem i samej arii rejestrowej podczas premiery w Gräflich Nostitzsches National-Theater (obecnie Stavovské divadlo) był Felice Ponziani, miała ona miejsce 29 października 1787 w Pradze. Podczas premiery wersji wiedeńskiej z 7 maja 1788 partię Leporella śpiewał Francesco Benucci.

### CD
- Samuel Ramey – Mozart „The da Ponte operas”. Riccardo Muti – EMI 2002, dyr. Riccardo Muti
- Gregory Yurisich – Mozart Don Giovanni, EMI – Virgin Classics, 2003, dyr. Roger Norrington
- Huub Claessens – Wolfgang Amadeus Mozart „Complete Works”, Brilliant Classics, 2005, dyr. Sigiswald Kuijken

### DVD
- Stefano de Peppo – „Great Operas – Great Voices” – Membran Music Ltd/Pan Dream S.R.L., dyr. Michael Halász
- Claudio Desderi  – Kolekcja „La Scala”, Polskie Media Amer.Com, Oxford Educational Sp. z o.o.; ISBN 978-83-7425-384-0 nr 4 – W.A. Mozart, Don Giovanni, dyr. Riccardo Muti
- Ildebrando D’Arcangelo – The Complete Operas Salzburger Festspiele, Unitel Classica (DECCA), 2006, Don Giovanni dyr. Daniel Harding
- Ferruccio Furlanetto – Mozart – Don Giovanni, Sony BMG Music International, 2008, dyr. Herbert von Karajan